# Гамов, Георгий Антонович
Гео́ргий Анто́нович Га́мов (также известен как Джордж Гамов, англ. George Gamow; 20 февраля (4 марта) 1904 года, Одесса — 19 августа 1968, Боулдер) — советский и американский физик-теоретик, астрофизик и популяризатор науки.
В 1933 году покинул СССР, став «невозвращенцем». В 1940 году получил гражданство США. Член-корреспондент АН СССР (с 1932 по 1938 год, восстановлен посмертно в 1990 году). Член Национальной академии наук США (1953).
Гамов известен своими работами по квантовой механике, атомной и ядерной физике, астрофизике, космологии, биологии, создатель уравнения, объясняющего теорию туннельного эффекта. Он является автором первой количественной теории альфа-распада, одним из основоположников теории «горячей Вселенной» и одним из пионеров применения ядерной физики к вопросам эволюции звёзд. Он впервые чётко сформулировал проблему генетического кода. Широкую известность Гамову принесли его научно-популярные произведения, в которых живым и доступным языком рассказывается о современных научных представлениях.

## Биография

### Происхождение и юность (1904—1922)
Георгий Гамов родился в Одессе 4 марта 1904 года в учительской семье. Как по отцовской, так и по материнской линии Гамов происходил из известных семей. Его отец, Антон Михайлович Гамов, выпускник Кишинёвской 1-й мужской гимназии, был потомственным дворянином. Преподавал русский язык и литературу в частной гимназии и реальном училище. Со стороны отца большинство предков Гамова были военными, его дед — майор Михаил Андреевич Гамов — служил в Бендерском крепостном батальоне, позже занимал пост коменданта Кишинёва в звании полковника. Мать, Александра Арсеньевна Лебединцева, рано умерла. Её предки принадлежали к южнорусскому духовенству — Арсений Лебединцев был протоиереем, настоятелем одесского Кафедрального собора. Большинство Лебединцевых были священниками, занимая видные посты в церковной иерархии. Впрочем, среди них нашлось место известному математику К. Ф. Лебединцеву, автору ряда учебников по алгебре начала XX века, и эсеру В. В. Лебединцеву, который приходился Георгию Гамову двоюродным братом и был казнён за попытку покушения на министра юстиции Ивана Щегловитова.
Отец поощрял увлечение Гамова науками: физикой, астрономией, биологией. Поэтому после окончания школы в 1921 году он поступил на математическое отделение факультета профессионального образования Одесского института народного образования (ныне — Одесский национальный университет имени И. И. Мечникова), среди его преподавателей были физик Николай Петрович Кастерин, математики Вениамин Фёдорович Каган, Юрий Германович Рабинович и Самуил Осипович Шатуновский. Одновременно Гамов подрабатывал вычислителем в Одесской астрономической обсерватории.

### Учёба в Ленинградском университете (1922—1928)
В 1922 году Гамов поступил на физико-математический факультет Петроградского университета, который был центром зарождавшейся советской физической науки. Чтобы иметь дополнительные средства к существованию, после прибытия в Петроград в июле 1922 года Гамов устроился наблюдателем на Метеорологическую станцию Лесного института, трижды в день снимая показания приборов. Он оставался на этой работе, полученной по протекции старого знакомого его отца профессора В. Н. Оболенского, до сентября 1923 года, совмещая её с учёбой в университете.
С сентября 1923 по октябрь 1924 года Гамов заведовал полевой метеорологической обсерваторией 1-й Артиллерийской школы, читал там лекции по физике. В октябре 1924 года Гамов был приглашён Дмитрием Рождественским в Государственный оптический институт, где занимался разработкой методики отбраковки оптического стекла и изучением аномальной дисперсии света в парах калия. Это сотрудничество продолжалось до апреля 1925 года, когда Гамов окончательно сосредоточился на теоретических исследованиях. Он хотел специализироваться в области общей теории относительности, и вскоре его руководителем стал Александр Фридман. После безвременной смерти последнего (в сентябре 1925 года) руководство Гамовым принял Юрий Крутков, ученик Пауля Эренфеста. Дипломная работа Гамова была посвящена некоторым вопросам теории адиабатических инвариантов. Безусловную пользу молодому учёному принесли лекции, которые в то время в университете читали такие известные физики и математики как Орест Хвольсон, Всеволод Фредерикс, Александр Тудоровский, Владимир Смирнов, Юрий Крутков.
Во времена студенчества формируется тесный кружок молодых физиков-единомышленников, названный его участниками «Джаз-бандой». Его ядро первоначально составили Гамов, Дмитрий Иваненко, Андрей Ансельм и В. А. Кравцов. Вскоре к ним присоединились Лев Ландау, Матвей Бронштейн и Виктор Амбарцумян. Трое друзей из этого кружка — Гамов, Иваненко и Ландау — опубликовали в начале 1928 года в «Журнале Русского физико-химического общества» статью «Мировые постоянные и предельный переход», в которой дали иерархию физических теорий на основе системы фундаментальных констант, включающих скорость света, гравитационную постоянную и постоянную Планка (так называемая cGh-система). Несмотря на то, что сами авторы считали эту работу всего лишь шуткой и никогда на неё не ссылались, впоследствии она привлекла внимание исследователей своими идеями, которые касаются фундаментальных основ физики и принципов её развития.

### Гамов за границей. Теория альфа-распада (1928—1931)
Гамов окончил университет в 1926 году и поступил в аспирантуру. В том же году он был рекомендован в качестве кандидата на поездку в Германию на стажировку. Однако разрешение и все необходимые документы были получены лишь весной 1928 года. В июне он прибыл в Гёттинген, где был представлен руководителю тамошней группы теоретиков Максу Борну. Решив заняться какой-либо нерешённой теоретической проблемой, Гамов выбрал в качестве основного направления теорию атомного ядра, и в частности, проблему альфа-распада — одного из видов радиоактивности. Применив идею о квантово-механическом проникновении волновой функции альфа-частицы через кулоновский барьер (туннельный эффект), ему удалось показать, что частицы даже с не очень большой энергией могут с определённой вероятностью вылетать из ядра. Это было первое успешное объяснение поведения радиоактивных элементов на основе квантовой теории. Идею о подбарьерном туннелировании в то время уже использовали при объяснении явлений термоэлектронной (Лотар Нордгейм) и автоэлектронной эмиссии (Нордгейм и Ральф Фаулер), а также при рассмотрении поведения двухатомных молекул (Фридрих Хунд). Практически одновременно с Гамовым качественную идею о роли туннельного эффекта в процессе альфа-распада высказали Рональд Гёрни и Эдвард Кондон, однако Гамову удалось получить важные количественные результаты. На основе своей теории Гамов смог оценить размер ядер (порядка {\displaystyle 10^{-13}} см) и, что ещё более важно, дать теоретический вывод эмпирического закона Гейгера — Нэттола, связывающего энергию вылетающей альфа-частицы с характерным временем альфа-распада (периодом полураспада ядер). Уже в июле Гамов окончил свою статью и отослал её в журнал «Zeitschrift für Physik», его теория быстро получила признание, а успех Гамова сделал его широко известным в научном мире.
СССР зовут страной убийц и хамов.

Недаром. Вот пример: советский парень Гамов.

Чего хотите вы от этаких людей?!

Уже до атома добрался, лиходей!

Мильоны атомов на острие иголки!

А он — ведь до чего механика хитра! —

В отдельном атоме добрался до ядра!
В сентябре 1928 года срок командировки Гамова истёк, и ему необходимо было возвращаться в Ленинград. По дороге он заехал в Копенгаген, где встретился с Нильсом Бором, который предложил ему остаться на год в его институте и выхлопотал ему стипендию фонда Карлсберга. Этому поспособствовало и рекомендательное письмо на имя Бора, написанное Абрамом Иоффе. За время своей продлённой командировки Гамов посетил другие важнейшие научные центры того времени: в Лейдене он обсуждал с Паулем Эренфестом первые шаги капельной модели ядра и связанные с ней представления об уровнях энергии ядер; в Кембридже он включился в обсуждение перспектив расщепления ядер ускоренными протонами, которые оказались весьма эффективным инструментом благодаря туннельному эффекту (соответствующие эксперименты были осуществлены Джоном Кокрофтом и Эрнестом Уолтоном в 1932 году).
Весной 1929 года Гамов вернулся в Ленинград, а уже осенью он вновь был в Копенгагене. Этому способствовало получение им годовой стипендии Рокфеллеровского фонда (120 долларов в месяц), на которую он был выдвинут его бывшим научным руководителем Крутковым и академиком Алексеем Крыловым. Его кандидатуру поддержали кембриджские физики Эрнест Резерфорд и Ральф Фаулер. За рубежом Гамов по-прежнему активно участвовал в работах по ядерной тематике, проводившихся в Дании и Англии, много путешествовал. Он планировал отправиться в путешествие по Европе на мотоцикле летом 1931 года, однако по окончании срока командировки был вынужден вернуться в СССР, поскольку у него истёк срок действия визы.

### Вновь в Ленинграде. Эмиграция (1931—1933)
Весной 1931 года Гамов вернулся в Ленинград и сразу же включился в работы по ядерной физике, которые начали проводиться в Радиевом институте, Физико-математическом институте (ФМИ) и Ленинградском университете. Вскоре академик Абрам Иоффе пригласил его консультантом новообразованного Отдела физики ядра в Ленинградском Физико-техническом институте, где уже трудились такие учёные как Николай Семёнов, Игорь Курчатов, Яков Френкель, Владимир Фок и др. В то же время Гамов являлся одним из инициаторов организации Института теоретической физики на базе Физического отдела ФМИ, однако эта инициатива не нашла поддержки у академического руководства. В марте 1932 года заслуги Гамова были оценены на очередных выборах в АН СССР: он был избран членом-корреспондентом, став в 28 лет (и оставаясь, по крайней мере, до 2010-х годов) самым молодым из избранных физиков за всю её историю.
В период работы Г. А. Гамова в физическом отделе Радиевого института (1931—1934), возглавлявшемся В. Г. Хлопиным, под руководством и при непосредственном участии И. В. Курчатова, Л. В. Мысовского и Г. А. Гамова, создан первый в Европе циклотрон (в 1932 году Г. А. Гамов и Л. В. Мысовский представили проект к рассмотрению Учёным советом, утвердившим его; установка запущена в 1937 году).
В 1931 году произошли серьёзные изменения в личной жизни Гамова: он познакомился с выпускницей физико-математического факультета МГУ Любовью Вохминцевой, и вскоре они поженились. В это же время Гамов почувствовал изменения в положении учёных в СССР: в октябре 1931 года в Риме состоялся Международный конгресс по ядерной физике, куда был приглашён и Гамов, но ему так и не удалось получить разрешение на выезд (его доклад прочитал Макс Дельбрюк). После этого Гамов стал искать случай покинуть страну, в том числе нелегально. Летом 1932 года, во время отпуска в Крыму, Гамов с женой попытались доплыть на байдарке до турецкого побережья, однако им помешал шторм.
Удобный случай представился осенью 1933 года, когда Гамов по рекомендации Иоффе был назначен советским представителем на Седьмом Сольвеевском конгрессе в Брюсселе. Кроме того, за него поручился организатор конгресса, почётный член АН СССР и член ЦК Компартии Франции Поль Ланжевен. Благодаря знакомству с Николаем Бухариным Гамов смог попасть на приём к Молотову и получить визу и для своей жены. По завершении срока командировки он решил не возвращаться и начал переговоры о получении постоянной работы за рубежом. В то же время он не хотел окончательного разрыва с родиной, желая продлить командировку. В письме Петру Капице от 15 ноября 1933 года Гамов писал:

Сейчас я хочу идти по Вашим стопам и, если возможно, перейти в так называемое «Kapitza-Zustand» [«состояние Капицы»], то есть жить за границей с советским паспортом. Написал в Москву, прося в firm expressions [крепких выражениях] продления командировки на год.

В октябре 1934 года вышел срок командировки, Гамов в СССР не вернулся, его уволили из Радиевого института и ФМИ, а исключение из числа членов-корреспондентов АН СССР состоялось только в 1938 году.

### В Вашингтоне. Энергия и эволюция звёзд (1934—1946)
После отъезда из СССР Гамов работал то в Радиевом институте в Париже, то в Кембриджском университете, то в Институте Бора в Копенгагене, но никто не хотел предложить ему постоянное место. В 1934 году начали приходить предложения из Америки. Сначала Эрнест Лоуренс попробовал устроить Гамова в Калифорнийский университет в Беркли, однако эта попытка сорвалась из-за финансовых проблем. Вскоре по протекции известного физика Мерла Тьюва он был приглашён на должность профессора в столичный Университет Джорджа Вашингтона, где начал работать с осени 1934 года. Сразу же Гамов инициировал проведение в Вашингтоне ежегодных конференций, на которые собирались крупнейшие физики мира. Другим его важным решением было приглашение в качестве ближайшего сотрудника своего старого знакомого ещё по копенгагенским временам Эдварда Теллера (как образно выражался Гамов, «чтобы было с кем поговорить о теоретической физике»).
Сотрудничество с Теллером оказалось весьма плодотворным. В 1936 году им удалось обобщить теорию бета-распада Ферми, сформулировав правила отбора и введя представление о «переходах Гамова — Теллера» (переходы с изменением спина ядра). В это время он начал более активно интересоваться связью между ядерными процессами и источником энергии звёзд: первые подходы (Ф. Хоутерманс и Р.Аткинсон) к решению этой проблемы появились в 1930 году под влиянием именно гамовской работы по туннельному эффекту при альфа-распаде. В конце 1930-х годов уже самому Гамову (совместно с Теллером) удалось улучшить понимание вопроса об энергии звёзд, учтя последние достижения ядерной физики. Эти исследования оказали сильное влияние на открытие Хансом Бете углеродно-азотного цикла в 1938 году. В 1937—1940 годах Гамов построил первую последовательную теорию эволюции звёзд с термоядерным источником энергии. В 1940—1941 годах вместе со своим учеником Марио Шенбергом он изучил роль нейтрино в катастрофических процессах, происходящих при вспышках новых и сверхновых звёзд (так называемое нейтринное охлаждение). В 1942 году совместно с Теллером он предложил теорию строения красных гигантов, предположив наличие у них устойчивого ядра и оболочки, в которой происходят термоядерные реакции.
В 1941 году Теллер покинул университет и стал участником проекта по созданию атомной бомбы, однако Гамова к этим работам не привлекли по «соображениям безопасности». Он участвовал в решении второстепенных проблем, став консультантом Военно-морского ведомства. Тем не менее, по утверждению П. А. Судоплатова, спецслужбам СССР удалось привлечь Гамова и его жену к сотрудничеству и использовать его широкие связи с ведущими американскими физиками, которые могли обсуждать с ним возможности создания атомной бомбы. В ходе этой деятельности он сблизился с Альбертом Эйнштейном (таким же «непривлечённым»), общение с которым заставило его вспомнить своего учителя Фридмана и обратило его внимание к вопросам космологии. Лишь летом 1948 года Гамов получил от военных соответствующий допуск и смог принять участие в создании водородной бомбы под руководством Теллера.

### «Большой Взрыв» и генетический код (1946—1956)
В 1946 году Гамов активно включился в работу в области космологии, предложив модель «горячей Вселенной» (уточнение теории «Большого Взрыва»). Её основаниями стали представления о расширении Вселенной, данные о современной распространённости элементов (особенно о соотношении водорода и гелия) и оценки возраста Вселенной, который в те годы считался примерно равным возрасту Земли. Исходя из большого значения энтропии ранней Вселенной, в 1948 году Гамов совместно со своими учениками Ральфом Альфером и Робертом Херманом разработал теорию образования химических элементов путём последовательного нейтронного захвата (нуклеосинтез). В рамках этой теории было предсказано существование фонового микроволнового (реликтового) излучения и дана оценка его современной температуры (в диапазоне 1—10 К).
Теория Гамова и его сотрудников не привлекла большого внимания физиков (особенно экспериментаторов) и фактически оставалась долгое время незамеченной. Одной из причин этого было то, что рассуждения о ранней Вселенной в то время считались чисто умозрительными. Более того, концепция «горячей Вселенной» представлялась не самой вероятной: серьёзную конкуренцию ей составляли модель «холодной Вселенной» (Яков Зельдович и сотрудники) и теория стационарной Вселенной Фреда Хойла и соавторов. Поэтому открытие в 1965 году Арно Пензиасом и Робертом Вильсоном реликтового излучения (Нобелевская премия 1978 года) произошло во многом случайно. Тем не менее заслуги Гамова и его учеников получили широкое признание коллег. По словам Стивена Вайнберга,

Гамов, Альфер и Херман заслуживают колоссального уважения помимо всего прочего за то, что они серьёзно захотели воспринять раннюю Вселенную и исследовали то, что должны сказать известные физические законы о первых трёх минутах.

В 1954 году, через год после открытия двуспиральной структуры молекул ДНК, Гамов неожиданно внёс существенный вклад в становление новой дисциплины — молекулярной биологии, впервые поставив проблему генетического кода. Он понял, что структура основных строительных блоков клетки — белков, состоящих из 20 основных (природных) аминокислот, — должна быть зашифрована в последовательности из четырёх возможных нуклеотидов, входящих в состав молекулы ДНК. Исходя из простых арифметических соображений, Гамов показал, что «при сочетании 4 нуклеотидов тройками получаются 64 (43) различные комбинации, чего вполне достаточно для „записи наследственной информации“», и выразил надежду, что «кто-нибудь из более молодых учёных доживёт до его [генетического кода] расшифровки». Таким образом, он был первым, кто предположил кодирование аминокислотных остатков триплетами нуклеотидов.
Впоследствии Гамов предложил конкретную схему реализации генетического кода: сборка белка происходит непосредственно на молекуле ДНК, причём каждая аминокислота помещается в ромбической выемке между четырьмя нуклеотидами, по два от каждой из комплементарных цепей. Хотя такой ромб состоит из четырёх нуклеотидов и, следовательно, число сочетаний равно 256, из-за ограничений, связанных с водородными связями нуклеотидных остатков, возможными оказываются как раз 20 вариантов таких ромбов. Эта схема, получившая название «бубнового кода», предполагает корреляцию между последовательными аминокислотными остатками, так как два нуклеотида всегда входят в два соседних ромба (перекрывающийся код). Дальнейшие исследования показали, что эта модель Гамова не согласуется с опытными данными.
Предположение о триплетном кодировании информации в молекуле ДНК было подтверждено в 1961 году экспериментами Фрэнсиса Крика и сотрудников, а к 1967 году генетический код был окончательно расшифрован. В октябре 1968 года Роберту Холли, Хару Коране и Маршаллу Ниренбергу была присуждена Нобелевская премия за эту работу.

### Гамов-популяризатор. Последние годы (1956—1968)
В середине 1950-х годов Гамов развёлся с Любовью Вохминцевой и женился на Барбаре Перкинс. В 1956 году он переехал в Боулдер, где занял должность профессора Колорадского университета. В том же году Гамов получил от ЮНЕСКО премию Калинга за популяризацию науки. Первые шаги в этой области Гамов совершил зимой 1938 года, когда написал короткий фантастический рассказ о приключениях банковского клерка мистера Томпкинса в мире теории относительности. Поскольку ни один журнал не заинтересовался и не пожелал опубликовать его, Гамов решил больше не возвращаться к этому своему сочинению. Летом того же года на конференции в Варшаве он упомянул об этой неудаче в разговоре с кембриджским физиком Чарльзом Дарвином, внуком знаменитого естествоиспытателя, и тот посоветовал ему отослать рассказ в журнал «Discovery», который издавался в Кембриджском университете под редакцией Чарльза Сноу. Тот согласился напечатать рассказ и предложил написать ещё несколько. Цикл рассказов, объединённый под заголовком «Мистер Томпкинс в стране чудес», был издан отдельной книгой в 1940 году и выдержал множество изданий почти на всех европейских языках. Успех этой книги побудил Гамова написать несколько продолжений приключений мистера Томпкинса (в том числе в мире квантовой механики и молекулярной биологии), а также ряд других научно-популярных книг по физике и астрофизике. Он также являлся автором около десятка статей в известном журнале «Scientific American».
В последние годы жизни Гамов тяжело страдал от нарушений сердечно-сосудистой системы, перенёс несколько операций. Находясь в больнице, он заразился и переболел гепатитом. Гамов умер в Боулдере 19 августа 1968 года, там же находится его могила, на кладбище англ. Green Mountain Cemetery. Одно из высоких зданий, построенных на территории Колорадского университета, носит название «Башня Гамова». В 1990 году он был посмертно восстановлен в звании члена-корреспондента АН СССР.

## Личность Гамова
Гамов был не только крупным учёным, но и неординарным человеком, что неоднократно отмечали его друзья и современники.
- Английский физик Невилл Мотт познакомился с Гамовым во время своей командировки в Копенгаген. В ноябре 1928 года в письме матери он так характеризовал своего нового знакомого:

Гамов, работающий в Институте, — приятный и живой молодой человек, который развил исключительно остроумную теорию, относящуюся к радиоактивным ядрам. Никогда не подумал бы, что он русский, он — человек типа Оливера Уолкера [персонаж популярных фельетонов тех лет]; часто бывает в кино и любил бы мотоцикл, если б он у него был. Он читает Конан Дойля и не ходит на концерты, что не мешает ему быть блестящим физиком. Он получает результаты, не злоупотребляя математикой. Он почти никогда не молчит и примерно моего роста [рост Гамова составлял 204 см].

Позже, уже после смерти Гамова, Мотт вспоминал:

Гамов был в Копенгагене моим ближайшим другом. Мы вместе ходили в кино, обсуждали наши научные дела и все, что угодно… Я должен сказать, что даже завидовал ему!

- Датский физик Кристиан Мёллер, работавший в начале 1930-х годов в Институте Нильса Бора, так отзывался о манере работы Гамова:

Временами возникало ощущение, что на самом деле он [Гамов] использует все своё время и энергию на придумывание шуток и грубоватых острот и что он именно это считал, так сказать, своей главной задачей, а что важные статьи, которые он писал тогда об альфа-распаде и свойствах атомных ядер, были лишь побочным продуктом его деятельности.

- Советский физик-теоретик Лев Ландау, который был на протяжении учёбы в университете близким другом Гамова, в письме Петру Капице так охарактеризовал его (1932):

… необходимо избрать Джони Гамова академиком. Ведь он бесспорно лучший теоретик СССР.

- В официальной характеристике Гамова, подписанной заместителем директора Радиевого института В. Хлопиным и направленной в военкомат Петроградского района в июне 1932 года, указывалось:

В отношении научно-политическом за время своего пребывания в Радиевом институте ничем себя не проявил. Стоит от политики и общественной деятельности в стороне. По своему поведению мало дисциплинирован и является типичным представителем литературно-художественной богемы. Никаких антиморальных поступков со стороны Г. А. Гамова за время его пребывания в Институте не зарегистрировано.

- Многие коллеги Гамова отмечали его скромные познания в математике и склонность к полукачественным исследованиям. Так, известный астроном Вера Рубин, в 1950-е годы работавшая под началом Гамова, писала:

Он не умел ни писать, ни считать. Он не сразу сказал бы вам, сколько будет 7×8. Но его ум был способен понимать Вселенную.

- Эдвард Теллер, руководитель американского проекта по созданию водородной бомбы, охарактеризовал участие Гамова в этом проекте:

Да, Гамов обладал плодотворным воображением. Он был исключительно милым парнем и, более того, это был единственный из моих друзей, кто серьёзно считал меня математиком… Но, как ни жаль, нужно сказать, что девяносто процентов гамовских идей были ошибочны, и не стоило большого труда в этом убедиться. Но он не имел ничего против. Он был из тех, кто не склонен молиться на свои изобретения. Он мог предложить занятную идею, и если она не проходила, тут же обращал это в шутку. С ним было поразительно приятно работать вместе.

- Американский математик польского происхождения Станислав Улам в предисловии к незаконченной автобиографии Гамова, вышедшей в 1970 году, писал:

Мой покойный друг, математик С. Банах сказал мне однажды: хорошие математики видят аналогии между теоремами или теориями, а самые лучшие видят аналогии между аналогиями. Этой способностью видеть аналогии между моделями для физических теорий Гамов обладал почти до немыслимой степени. В наши дни, когда используют все более и более сложную математику, пожалуй, изощрённую сверх всякой меры, было удивительно видеть, как далеко он мог продвигаться с помощью интуитивных картинок и аналогий, почерпнутых путём сравнений из области истории или даже искусства.

## Семья
Жёны:
- Любовь Вохминцева (1909—1985). Брак зарегистрирован 1 ноября 1931 года. Развелись в 1956 году.
  - дочь, умерла вскоре после родов
  - сын, Игорь Гамов (1934—2021). Профессор микробиологии в университете Колорадо и изобретатель.
- Barbara Merrihew Gamow (1905—1975). Брак зарегистрирован в 1958 году.

## Память
- В 1970 г. в честь Г. А. Гамова назван кратер на обратной стороне Луны.
- В честь Г. А. Гамова назван астероид (8816) Gamow, открытый астрономом Людмилой Карачкиной в Крымской Астрофизической Обсерватории 17 декабря 1984 года[60].
- В 1996 году в Одессе, родном городе учёного, именем Гамова был назван сквер на пересечении улиц Балковской и Мельницкой.
- В 2015 году Российско-Американской ассоциацией ученых (RASA-America) была учреждена премия имени Г. А. Гамова. Премия присуждается русскоязычным учёным, работающим в США, за вклад в мировую науку. Номинированы могут быть учёные из любой области науки[61].

### Книги
Гамов является автором нескольких десятков научных и научно-популярных книг, среди которых:
- Г. А. Гамов. Атомное ядро и радиоактивность. — М.; Л., 1930.
- Г. А. Гамов. Строение атомного ядра и радиоактивность. — М.; Л., 1932.
- Дж. Гамов. Рождение и смерть Солнца (The Birth and Death of the Sun). — Viking Press, 1940.
- Дж. Гамов. Биография Земли (Biography of the Earth). — Viking Press, 1941.
- Дж. Гамов. Раз, два, три… бесконечность (One, Two, Three… Infinity[англ.]). — Viking Press, 1947.
- Дж. Гамов. Создание Вселенной (The Creation of the Universe). — Viking Press, 1952.
- Дж. Гамов. Тридцать лет, которые потрясли физику (Thirty Years that Shook Physics). — Doubleday & Co., 1966.
- Дж. Гамов. Моя мировая линия: неформальная автобиография = My World Line:An Informal Autobiography. — М.: Наука, 1994. — 300 с.; отрывок опубликован в журнале «Химия и жизнь» (1989, № 5).
- Г. Гамов. Приключения мистера Томпкинса. — Ижевск: РХД, Удмуртский университет, 1999[62].
- Г. Гамов, М. Ичас. Мистер Томкинс внутри самого себя: приключения в новой биологии. — Ижевск: РХД, Удмуртский университет, 1999. (Mr. Tompkins Inside Himself. Viking Press, 1967).
- Г. Гамов, М. Стерн. Занимательная математика. — Ижевск: РХД, 2001. (Puzzle-Math. Viking Press, 1958).
- Г. Гамов. Тяготение. — Ижевск: РХД, 2009. (Gravity. Heinemann Educational Books, 1962).
- Г. А. Гамов Великие физики от Галилео до Эйнштейна. Как были сделаны самые значимые научные открытия. — М.: Центрполиграф, 2021. — 383 с.

### Статьи
- Г. Гамов. Начало принципиальной наблюдаемости в современной физике // Успехи физических наук. — Российская академия наук, 1927. — Вып. 5.
- Г. Гамов, Д. Иваненко, Л. Ландау. Мировые постоянные и предельный переход // Журнал Русского физико-химического общества. Часть физическая. — 1928. — Т. LX. — С. 13. — Статья была переиздана в журнале «Ядерная физика», т. 65, с. 1404 (2002) с предисловием Л. Б. Окуня.
- Г. Гамов. Очерк развития учения о строении атомного ядра (I. Теория радиоактивного распада) // Успехи физических наук. — Российская академия наук, 1930. — Вып. 4.
- Г. Гамов. Очерк развития учения об атомном ядре (II) // Успехи физических наук. — Российская академия наук, 1932. — Вып. 1.
- Г. Гамов. Очерк развития учения о строении атомного ядра (III) // Успехи физических наук. — Российская академия наук, 1932. — Вып. 8.
- Г. Гамов. Очерк развития учения о строении атомного ядра (IV. Общее строение ядра) // Успехи физических наук. — Российская академия наук, 1933. — Вып. 1.
- Г. Гамов. Очерк развития учения о строении атомного ядра (V) // Успехи физических наук. — Российская академия наук, 1934. — Вып. 4.
- Г. Гамов. Очерк развития учения о строении атомного ядра (части I и IV) // Успехи физических наук. — Российская академия наук, 1993. — Т. 163, вып. 4.